# Alkalireserve
De alkalireserve is het vermogen van het bloedplasma om te "bufferen".
Bufferen houdt in dat het plasma zuren kan binden zonder dat daarbij grote veranderingen in de zuurgraad van het plasma ontstaan. De alkalireserve kan worden aangetast door acidose (verlaagde reserve) en alkalose (verhoogde reserve).